# Slot Marienburg (Hannover)
Slot Marienburg is een 19e-eeuws kasteel in de Duitse gemeente Pattensen, in de deelstaat Nedersaksen. Koning George V van Hannover schonk dit kasteel aan zijn echtgenote Marie van Saksen-Altenburg, naar wie het slot is vernoemd, ter ere van haar 39e verjaardag.
Het kasteel werd tussen 1857 en 1867 gebouwd, geheel in neogotische stijl. Het architectenteam werd geleid door Conrad Wilhelm Hase, de beroemdste Duitse ontwerper van neogotische gebouwen.  Het diende als zomerresidentie en jachtslot. Het bevindt zich 135 meter hoog op de Marienberg. Tijdens de bouw van het slot werd er rondom een romantisch landschapspark aangelegd.

## Openstelling voor publiek
Het slot is privé-bezit van het Huis Hannover en (nog steeds) de residentie van deze Welfendynastie. Ernst August, thans hoofd van deze familie, heeft het slot grotendeels opengesteld voor publiek. Het kasteel met de inventaris is ingebracht in een stichting, met het behoud ervan als doel. Tussen 2022 en plm. 2030 is een ingrijpende restauratie (met overheidssubsidie) gepland. Het kasteel is in een zo slechte bouwkundige staat, dat het eind 2023 voor bezoekers gesloten werd, en waarschijnlijk geheel afgebroken en vervolgens herbouwd moet worden.

## Bekende bewoners
- Victoria Louise van Pruisen
- Ernst August van Brunswijk
- Ernst August (IV) van Brunswijk

## Galerij

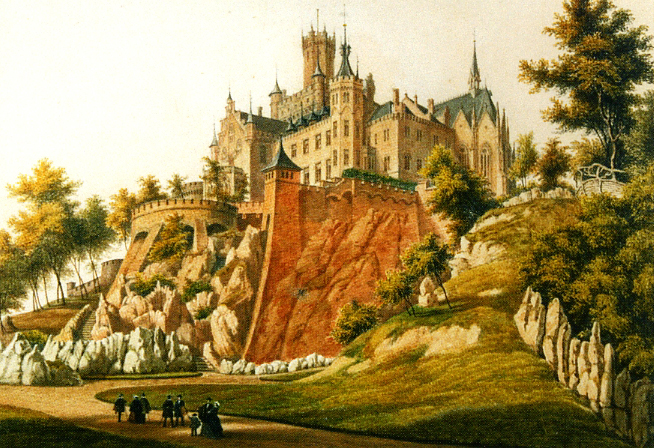
Aquarel van H. Kretschmer uit 1864
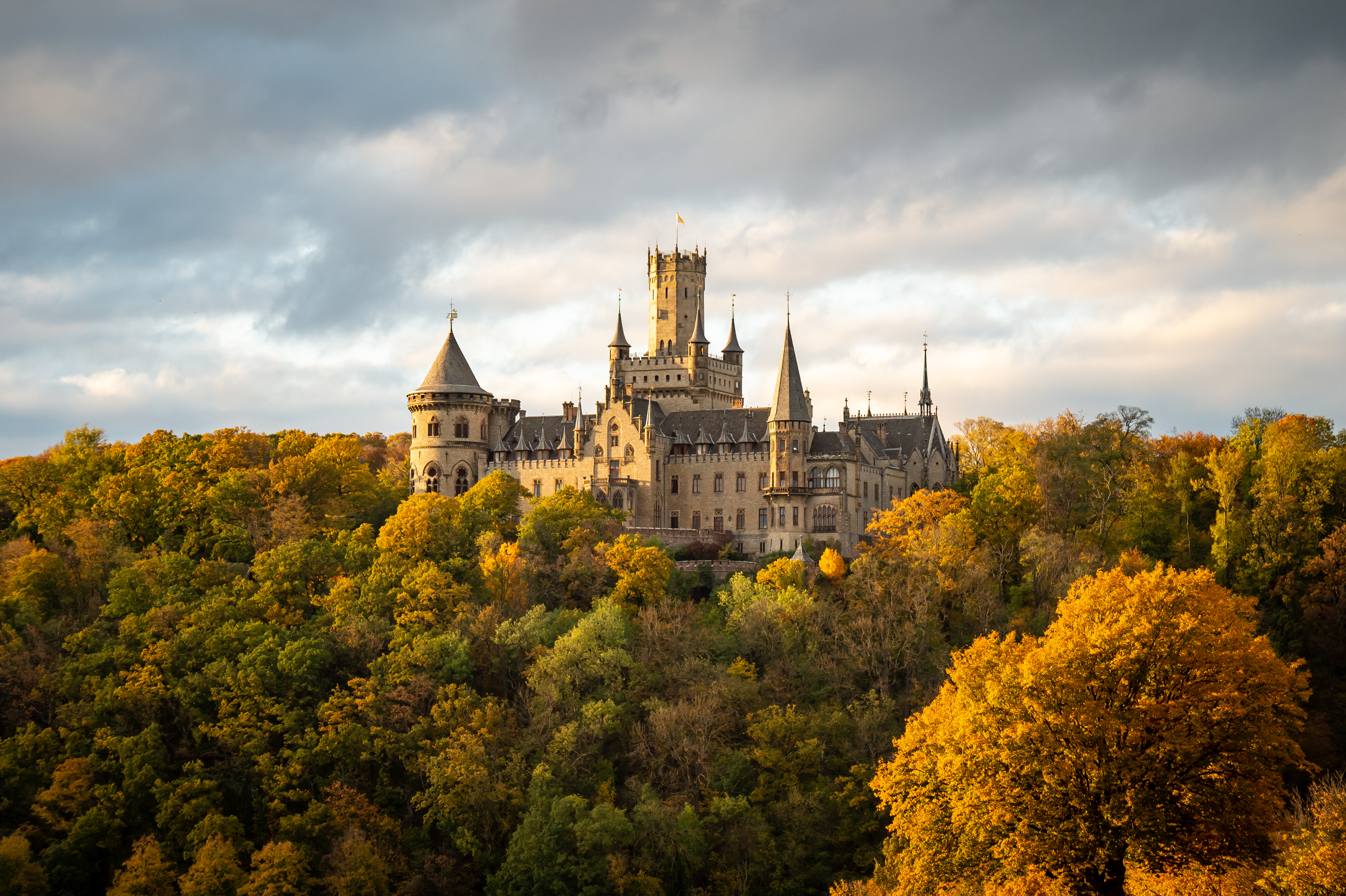
Slot Marienburg bij avondlicht
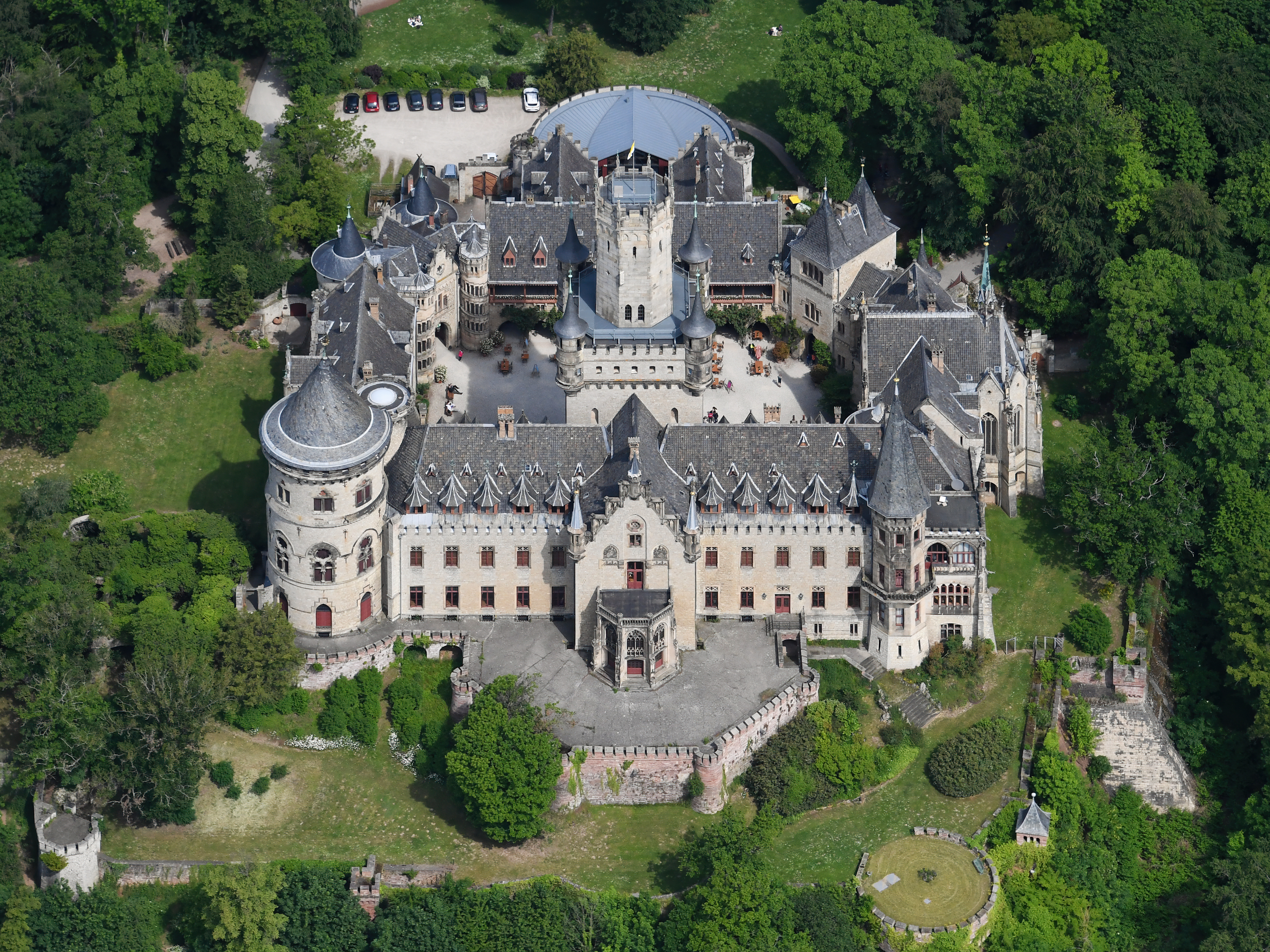
Slot Marienburg gezien vanuit de lucht